# キャノンズ
『キャノンズ』（Loose Cannons）は、1990年のアメリカ合衆国のアクションコメディ映画。ボブ・クラーク監督、ジーン・ハックマン、ダン・エイクロイド、ドム・デルイーズ出演。脚本はリチャード・マシスンと彼の息子のリチャード・クリスチャン・マシスン、そして監督のボブ・クラークが担当している。

## ストーリー
「不思議の国のアリス」の仮装をしたステックラーとハリー・ガターマンたちが乗ったボートを、傭兵でネオナチのヨーゼフ・グリマーらがクルーザーで捜索していた。そしてグリマーが、殺した2重スパイの生首を見せつけるとステックラーたちは動揺して逃げ出し、それを見つけたグリマーは彼らを追いかける。するとボートは港に乗り上げ、ステックラーとガターマンの2人は逃げおおせたが、他の仲間は追いつかれ射殺される。
騒音トラブルで呼び出された刑事のマッカーサー・スターンは、トラブルを解決した後、アパートから追い出されたため車中泊をしていると、警部から港で殺人事件が発生したとの知らせを受ける。一方、過去のトラウマから多重人格障害になったため、刑事を休職し修道院に入っていたエリス・フィールディングは、症状が治ったと思われたため復帰の許可が出て復職し、殺人事件現場に向かう。港で落ち合ったマッカーサーとエリスは、警部から2人がパートナーになったことを知らされる。エリスは、抜群の観察力を駆使して状況分析を行い、事件の経緯を予想する。署に戻った2人は、仮装した被害者の素性を報告され、エリスの予想が当たっていたため、その生き残っているガターマンがいるとされる会員制のクラブに乗り込む。しかしそこで暴力沙汰に巻き込まれたエリスは、症状が再発して映画やアニメのキャラクターになりきり、マッカーサーは困惑する。正気に戻ったエリスは、作戦だとごまかして応援の警察官を呼びに行くと、マッカーサーの前におびえたガターマンが現れ、かくまってくれるよう頼んできた。車の中で彼に事情を聞くとボートに乗っていたのは一緒にナチス・ドイツのアドルフ・ヒトラーが自殺する現場を撮影した機密映像を見た仲間だったと言い、さらに親衛隊に所属していたとの疑惑がある大物政治家フォン・メッツが自殺を手伝っている場面も写っており、もう1人の生き残りであるステックラーというドイツ人が、そのフィルムを高値で売りさばこうとしていたと話す。そのとき彼らが乗る車を、グリマーらが追いかけロケットランチャーを撃ってきた。するとまた症状が出たエリスは、無謀な運転でカーチェイスをした結果、マッカーサーの車を廃車にしてしまう。
警察署でマッカーサーが警部にそのことを話すと、警部はエリスが甥っ子であり、麻薬捜査の途中で犯人に拷問され心に傷を負ったため、多重人格になったと言われ、パートナーを続けてほしいと頼まれる。その頃TV局では、グリマーにガーバーがステックラーを殺さないように釘を刺していたが、グリマーは聞く耳を持たずその場を去っていった。寝床である車を失ったマッカーサーは、しばらくの間エリスの家に泊まらせてもらうことにしたが、彼の多重人格障害のせいで安眠できずにいた。翌日、捜査をしているとFBIのボブ・スマイリーと出会う。

## キャスト
| 役名                     | 俳優                             | 日本語吹替 |
| ------------------------ | -------------------------------- | ---------- |
| マッカーサー・スターン   | ジーン・ハックマン               | 石田太郎   |
| エリス・フィールディング | ダン・エイクロイド               | 江原正士   |
| ハリー・ガターマン       | ドム・デルイーズ                 | 滝口順平   |
| ボブ・スマイリー         | ロニー・コックス                 | 千田光男   |
| リーヴァ                 | ナンシー・トラヴィス             | 叶木翔子   |
| フォン・メッツ           | ロバート・プロスキー             | 郷里大輔   |
| ヨーゼフ・グリマー       | ポール・コスロ                   | 山野史人   |
| 警部                     | ディック・オニール               | 吉水慶     |
| ステックラー             | ヤン・トジースカ                 | 小島敏彦   |
| ウェスキット             | レオン・リッピー                 | 秋元羊介   |
| 修道士                   | ロバート・アーヴィン・エリオット | 幹本雄之   |
| チェシャ猫               | ハーブ・アームストロング         | 郷里大輔   |
| 白ウサギ                 | ロバート・ディックマン           | 辻つとむ   |
| ドラモンド               | デヴィッド・アラン・グリア       | 田中正彦   |
| レイチェル               | S・エパサ・マーカーソン          | 村田美代子 |
| ガーバー                 | トビン・ベル                     | 秋元羊介   |
| ガーバーのアシスタント   | トーマス・コパッチ               | 吉水慶     |
| 司会者                   | アレックス・ハイド＝ホワイト     | 小島敏彦   |
| アパートの女性住人       | スーザン・ペレッツ               |            |
| アパートの男性住人       | アル・マンシーニ                 | 千田光男   |
| オーフ                   | ケヴィン・マクラーノン           | 島田敏     |
| バス運転手               | アーサー・フレンチ               | 田中正彦   |
| 警官                     | ジョン・フィン                   | 山野史人   |

- 日本語吹替：VHS版（DVD未収録）

## スタッフ
- 監督：ボブ・クラーク
- 脚本：リチャード・クリスチャン・マシスン（英語版）、リチャード・マシスン、ボブ・クラーク
- 製作：アラン・グライスマン、アーロン・スペリング
- 製作総指揮：ルネ・デュポン
- 撮影監督：レジナルド・H・モリス,C.S.C.
- プロダクションデザイナー：ハリー・ポトル
- 編集：スタン・コール
- 音楽：ポール・ザザ（英語版）
- 衣裳デザイン：クリフォード・カポネ
- 日本語字幕：古田由紀子
- 吹替翻訳：新村一成